# Primavera A.C. Milan
Primavera A.C. Milan – młodzieżowa drużyna piłkarska włoskiego zespołu A.C. Milan. Skupia młodych graczy do 19. roku życia. Stanowi zaplecze seniorskiej drużyny Milanu, bierze udział w rozgrywkach o młodzieżowe mistrzostwo Włoch. Trenerem Primavery Milanu jest Ignazio Abate.

## Skład zespołu w sezonie 2020/21
| Bramkarze - Andreas Jungdal (ur. 22 lutego 2002) - Leonardo Moleri (ur. 18 stycznia 2002) - Mattia Paloschi (ur. 9 maja 2002) - Fotios Pseftis (ur. 19 stycznia 2003) - Sebastiano Desplanches (ur. 11 marca 2003) Obrońcy - Nikolaos Michelis (ur. 23 marca 2001) - Pietro Grassi (ur. 24 czerwca 2002) - Riad Tahar (ur. 7 marca 2002) - Giuseppe Filì (ur. 4 listopada 2002) - Luca Stanga (ur. 23 stycznia 2002) - Milos Kerkez (ur. 7 listopada 2003) - Nosa Edward Obaretin (ur. 26 stycznia 2003) - Riccardo Oddi (ur. 20 lutego 2002) - Marco Bosisio (ur. 18 kwietnia 2002) - Filip Pobi (ur. 15 sierpnia 2003) | Pomocnicy - Alessio Brambilla (ur. 16 czerwca 2001) - Giovanni Robotti (ur. 30 stycznia 2002) - Marco Romano Frigerio (ur. 16 lipca 2001) - Filippo Tolomello (ur. 30 maja 2002) - Antonio Mionic (ur. 31 maja 2001) - Mattia Cretti (ur. 17 stycznia 2002) - Kevin Bright (ur. 28 lutego 2003) - Coli Saco (ur. 15 maja 2002) - Enrico Di Gesù (ur. 26 marca 2002) - Giacomo Olzer (ur. 14 kwietnia 2001) - Gabriele El Hilali (ur. 8 czerwca 2003) - Andrea Capone (ur. 18 marca 2002) Napastnicy - Riccardo Tonin (ur. 30 stycznia 2001) - Emil Roback (ur. 3 maja 2003) Trener - Federico Giunti |

## Archiwum składów

### Skład zespołu w sezonie 2006/07
| Bramkarze - Gianmarco Campironi (ur. 16 maja 1989) - Michele Guerini (ur. 28 maja 1989) - Daniel Offredi (ur. 26 marca 1988) Obrońcy - Valerio Brandi (ur. 10 marca 1990) - Matteo Bruscagin (ur. 3 sierpnia 1989) - Luca Colombo (ur. 7 sierpnia 1990) - Andrea Cosner (ur. 12 stycznia 1988) - Matteo Darmian (ur. 2 grudnia 1989) - Denis Fondrini (ur. 19 stycznia 1990) - Simone Romagnoli (ur. 9 lutego 1990) - Alessandro Ruggeri (ur. 16 listopada 1990) Pomocnicy - Davide Ancelotti (ur. 22 lipca 1989) - Riccardo Caraglia (ur. 22 stycznia 1989) | - Antonello Flena (ur. 15 maja 1989) - Alex Guerci (ur. 31 lipca 1989) - Matteo Lunati (ur. 2 lipca 1987) - Simone Malcarne (ur. 23 lutego 1989) - Winfred Osuji Chinoye (ur. 5 sierpnia 1990) - Davide Rampinini (ur. 7 marca 1989) Napastnicy - Pierre-Emerick Aubameyang (ur. 18 czerwca 1989) - Federico Coppiardi (ur. 21 stycznia 1989) - Federico Furlan (ur. 25 listopada 1990) - Emanuele Orlandi (ur. 4 lutego 1988) - Alberto Paloschi (ur. 4 lutego 1990) - Enrico Travaini (ur. 23 stycznia 1988) - Kingsley Umunegbu (ur. 28 października 1989) Trener - Filippo Galli |

### Skład zespołu w sezonie 2007/08
| Bramkarze - Antonio Donnarumma (ur. 7 lipca 1990) - Filippo Perucchini (ur. 6 października 1991) - Michał Miśkiewicz (ur. 20 stycznia 1989) Obrońcy - Michelangelo Albertazzi (ur. 7 stycznia 1991) - Feliciano De Morais Wellington (Cafu) (ur. 27 czerwca 1990) - Luca Colombo (ur. 7 sierpnia 1990) - Mattia De Sciglio (ur. 20 października 1992) - Andrea De Vito (ur. 27 listopada 1991) - Denis Fondrini (ur. 19 stycznia 1990) - Nicola Pasini (ur. 10 kwietnia 1991) - Simone Romagnoli (ur. 9 lutego 1990) - Alessandro Ruggeri (ur. 16 listopada 1990) Pomocnicy - Giorgio Gianola (ur. 2 lipca 1989) | - Luca Meregalli (ur. 14 lipca 1991) - Alexander Merkel (ur. 22 lutego 1992) - Mitja Novinić (ur. 10 kwietnia 1991) - Wilfred Osuji Chinoye (ur. 5 sierpnia 1990) - Jordan Pedrocchi (ur. 14 lutego 1991) - Giovanni Scampini (ur. 8 listopada 1991) - Rodney Strasser (ur. 30 marca 1990) Napastnicy - Manuel Angelilli (ur. 5 sierpnia 1990) - Piermarin Carani (ur. 13 listopada 1991) - Federico Furlan (ur. 25 listopada 1990) - Luca Scapuzzi (ur. 15 kwietnia 1991) Trener - Giovanni Stroppa |

### Skład zespołu w sezonie 2016/17
| Bramkarze - Alessandro Plizzari (ur. 12 marca 2000) - Alessandro Guarnone (ur. 26 marca 1999) - Carlo Maria Del Ventisette (ur. 20 listopada 1999) Obrońcy - Giorgio Altare (ur. 7 sierpnia 1998) - Raoul Bellanova (ur. 16 maja 2000) - Gabriele Bellodi (ur. 1 września 2000) - Marco Curto (ur. 4 stycznia 1999) - Marco Iudica (ur. 10 kwietnia 1998) - Andrés Llamas Acuña (ur. 4 maja 1998) - Matteo Gabbia (ur. 19 października 1999) Pomocnicy - Cristian Hadžiosmanović (ur. 7 lipca 1998) - Tommaso Pobega (ur. 13 lipca 1999) - Emanuele Torrasi (ur. 15 marca 1999) - Niccolò Zanellato (ur. 21 czerwca 1998) | - Władysław Żikow (ur. 18 stycznia 1999) - Raul Zucchetti (ur. 27 stycznia 1998) - Lorenzo Cortinovis (ur. 15 kwietnia 1999) - Federico De Piano (ur. 8 marca 1998) - Mattia El Hilali (ur. 19 stycznia 1998) Napastnicy - Zakaria Hamadi (ur. 19 marca 1998) - Cosimo Marco La Ferrara (ur. 17 kwietnia 1998) - Juvenal Junior Agnero (ur. 28 grudnia 1998) - Mihael Modić (ur. 11 stycznia 1998) - Ismet Sinani (ur. 28 maja 1999) - Frank Tsadjout (ur. 26 czerwca 1999) - Federico Marchesi (ur. 6 lutego 1999) - Riccardo Forte (ur. 15 maja 1999) Trener - Stefano Nava |